# Tones (álbum)
| Críticas profissionais | Críticas profissionais |
| Avaliações da crítica  | Avaliações da crítica  |
| Fonte                  | Avaliação              |
| ---------------------- | ---------------------- |
| Allmusic               | [ 1 ]                  |

Tones é um álbum do guitarrista virtuoso estadunidense Eric Johnson. Lançado em 1986 com o selo Reprise Records, Tones foi o primeiro álbum solo de Eric Johnson a ser lançado, já que Seven Worlds, que foi gravado de 1976 a 1978, só viria a ser lançado em 1998. Um resquício deste adiamento fez com que as faixas Zap e Emerald Eyes fossem lançadas pela primeira vez neste álbum, mas elas foram gravadas originalmente para o álbum Seven Worlds.
A faixa Zap foi indicada para o Grammy como Melhor Performance de Rock Instrumental.
Em 23 de fevereiro de 2010, uma edição remasterizada deste álbum foi lançada pelo selo Wounded Bird Records.

## Faixas do CD
Todas as músicas foram compostas por Eric Johnson, exceto onde indicado.
| N.º            | Título            | Compositor(es)                            | Duração |  |
| 1.             | "Soulful Terrain" |                                           | 4:16    |  |
| 2.             | "Friends"         |                                           | 5:34    |  |
| 3.             | "Emerald Eyes"    | Eric Johnson, Jay Aaron                   | 3:23    |  |
| 4.             | "Off My Mind"     |                                           | 4:01    |  |
| 5.             | "Desert Song"     |                                           | 4:15    |  |
| 6.             | "Trail of Tears"  | Eric Johnson, Carla Olson, Stephen Barber | 6:01    |  |
| 7.             | "Bristol Shore"   |                                           | 6:41    |  |
| 8.             | "Zap"             |                                           | 4:43    |  |
| 9.             | "Victory"         | Eric Johnson, Roscoe Beck, Tommy Taylor   | 6:37    |  |
| Duração total: | Duração total:    | Duração total:                            | 45:31   |  |

## Créditos
- Eric Johnson – Vocais, guitarra, teclados
- Stephen Barber – Fairlight CMI, piano
- David Tickle – Fairlight CMI, Programação, percussão, produtor, engenharia
- Roscoe Beck – Baixo
- Tommy Taylor – Baterias, Percussão, backing vocals
- Jerry Marotta – Percussão, Back-vocals
- Jennifer Warnes – Back-vocals

## Prêmios e Indicações

### Álbum
| Ano  | Prêmio                | Categoria           | Resultado | Ref.  |
| ---- | --------------------- | ------------------- | --------- | ----- |
| 1989 | The Austin Chronicles | Album of the Decade | Venceu    | [ 3 ] |

### Canções
| Ano  | Música | Prêmio        | Indicação                          | Resultado | Ref.  |
| ---- | ------ | ------------- | ---------------------------------- | --------- | ----- |
| 1987 | Zap    | Grammy Awards | Best Rock Instrumental Performance | Indicado  | [ 4 ] |

### Singles
| Ano  | Música              | Prêmio                  | Indicação            | Resultado | Ref.  |
| ---- | ------------------- | ----------------------- | -------------------- | --------- | ----- |
| 1986 | Austin Music Awards | Best Single of the year | Off My Mind" / "Zap" | Indicado  | [ 5 ] |